# Lepthyphantes natalis
Lepthyphantes natalis är en spindelart som beskrevs av Robert Bosmans 1986. Lepthyphantes natalis ingår i släktet Lepthyphantes och familjen täckvävarspindlar.
Artens utbredningsområde är Kamerun. Inga underarter finns listade i Catalogue of Life.